# Hans Peter Fischer (Kameramann)
Hans Peter Fischer (* 1951 in Rosenheim) ist ein deutscher Kameramann. Er gründete 1984 mit Franz Xaver Gernstl zusammen die Produktionsfirma Megaherz Film und Fernsehen.

## Filmografie
- 1983–2024: Gernstl unterwegs
- 1987: Menschen und Ereignisse 1987
- 2002–2010: Willi wills wissen
- 2002: ALPHA – Sichtweisen für das dritte Jahrtausend
- 2005: Gernstls Reisen: Auf der Suche nach dem Glück
- 2005: Gernstls Kochgeschichten